# 喬·科特尼 (政治人物)
喬·科特尼（英語：Joe Courtney；1953年4月6日—）是美国的一位政治人物。自2007年開始，他是康乃狄克州第2選舉區選出的聯邦眾議員。他的黨籍是民主黨。科特尼畢業於塔夫茨大學。他已經結婚並且有兩個孩子。
2021年，他主持了康涅狄格号核动力潜艇撞击事件的听证会。